# Akrab
Akrab (arabisch العقرب, DMG al-ʿaqrab ‚der Skorpion‘), auch Graffias bzw. nach Bayer β Scorpii (Beta Scorpii, kurz β Sco) genannt, ist ein Stern im Sternbild Skorpion. Mit einer scheinbaren Helligkeit von 2,5m ist Akrab der siebthellste Stern im Skorpion.
Es handelt sich um ein sechsfaches Sternsystem in etwa 470 Lichtjahren Entfernung, bestehend aus zwei Dreifachsystemen, nämlich β1 Scorpii und β2 Scorpii. Die Komponenten β1 und β2 Scorpii können bereits von Amateurastronomen mit einem Fernrohr oder Teleskop von mindestens 5 cm Objektivöffnung in zwei Sterne getrennt werden. Die Auflösung in weitere Einzelsterne ist der professionellen Astronomie vorbehalten, da diese für Amateurinstrumente zu eng beisammen liegen.
Das Akrab-System ist Mitglied der Upper-Scorpius-Gruppe, einer Untergruppe der Scorpius-Centaurus-Assoziation.

## Aufbau und physikalische Eigenschaften
β1 und β2 Scorpii erscheinen als blau-weiß leuchtende Sterne mit scheinbaren Helligkeiten und Spektralklassen von je 2,62m und B1 (β1) sowie 4,92m und B2 (β2). Der gegenseitige Winkelabstand beträgt 13,7″, der Positionswinkel der lichtschwächeren Komponente zum Hauptstern 20° (Stand: 2017). Eine Umlaufbewegung ist kaum zu erkennen. Die erste verbürgte Messung stammt von Wilhelm Herschel aus dem Jahr 1779, wobei dieser einen Positionswinkel von 25° maß. Somit hat sich β2 Scorpii innerhalb von 238 Jahren nur 5° um β1 Scorpii bewegt. Man schätzt die gegenseitige Umlaufzeit auf 12.800 Jahre.

### β1Scorpii
β1 Scorpii besteht aus den Sternen β Scorpii A – der wiederum doppelt ist und aus den Sternen β Scorpii Aa und β Scorpii Ab besteht – sowie dem Stern β Scorpii B.
β Scorpii A und B sind 2,7m und 5,9m hell und liegen 0,3″ auseinander, der Positionswinkel der Komponente B bezüglich zu A beträgt 211° (Stand: 2017). Der (Doppel-)Stern β Scorpii A und der (Einzel-)Stern β Scorpii B umkreisen einander mit einer Umlaufperiode von 610 Jahren auf einer hochgradig exzentrischen Bahn (e ≈ 0,9). Die Genauigkeit der Bahnelemente ist jedoch mangelhaft und die tatsächliche Umlaufzeit könnte von diesem Wert noch deutlich abweichen (bisher decken die Beobachtungsdaten nur rund ein Drittel der berechneten Bahn ab). Hierzu sind weitere Beobachtungen notwendig, um die Datenlage zum Orbit zu verfeinern.
Bei β Scorpii Aa und Ab handelt es sich um zwei massereiche, heiße Sterne, die einen spektroskopischen Doppelstern des Typs SB2 mit einer anomalistischen Umlaufperiode von 6,83 Tagen bilden (SB2 bedeutet, dass die Linien von beiden Komponenten im Spektrum erkennbar sind). Ihre Winkeldistanz liegt immer bei rund einer tausendstel Bogensekunde (Abstand und Positionswinkel per B2018,0: 0,0007″ und 272,3°; per B2019,0: 0,0013″ und 90,0°). β Scorpii Aa besitzt 15,0 ± 0,7 Sonnenmassen, 6,3 ± 0,5 Sonnenradien, eine effektive Oberflächentemperatur von 28.000 ± 2.000 K und in etwa die 30.000-fache Leuchtkraft der Sonne, der Partnerstern β Scorpii Ab 10,4 ± 0,5 Sonnenmassen, 4,0 ± 0,3 Sonnenradien, 26.400 ± 2.000 K effektive Oberflächentemperatur und rund 8.000 Sonnenleuchtkräfte. Die Spektral- und Leuchtkraftklassen der Einzelsterne können nicht eindeutig gemessen werden, sie werden aber für β Scorpii Aa auf B0,5 IV bis V und für β Scorpii Ab auf B1,5 V geschätzt.
Die Masse von β Scorpii B beträgt schätzungsweise 8 Sonnenmassen. Eine Untersuchung aus dem Jahr 1975 kommt zum Schluss, dass möglicherweise auch β Scorpii B ein Doppelstern ist. Ein enger Begleitstern konnte aber bis heute nicht bestätigt werden. Sollte dieser dennoch existieren, dann wäre β1 Scorpii ein vierfaches und Akrab insgesamt ein siebenfaches Sternsystem. 

### β2Scorpii
β2 Scorpii besteht aus den Sternen β Scorpii C und β Scorpii E, wobei nun β Scorpii E wiederum doppelt ist und sich aus den Sternen β Scorpii Ea und β Scorpii Eb zusammensetzt.
Die scheinbaren Helligkeiten für β Scorpii C und E betragen 5,1m und 7,2m, der Abstand und der Positionswinkel der schwächeren Komponente zur helleren liegen bei 0,1″ und 22° (Stand: 2017). Die Sterne benötigen für einen gegenseitigen Umlauf 39 Jahre. Wie bei β1 Scorpii gibt es auch hier offene Fragen zum Orbit. Die vom Spektrum abgeleitete Gesamtmasse des β2-Scorpii-Systems liegt nämlich bei 18,6 Sonnenmassen. Wenn man jedoch aus den Bahndaten die Gesamtmasse errechnet, ergibt dies bei Verwendung der Hipparcos-Parallaxe (0,00819 ± 0,00117″) nur 2,9 ± 1,3 Sonnenmassen. Erst die Verwendung einer Parallaxe von 0,0044″ würde zu einem kohärenten Ergebnis führen, doch stünde diese im Widerspruch zur dynamischen Parallaxe von 0,0070″ und zur Hipparcos-Parallaxe, die sich recht gut decken. Eine Studie aus dem Jahr 2014 schlägt deshalb eine Neuuntersuchung der Bahn vor.
β Scorpii C ist ein Hauptreihenstern der Spektralklasse B2 und der Leuchtkraftklasse V. Basierend auf seinem Spektrum wurde seine Masse zu 8,2 ± 0,4 Sonnenmassen, sein Radius zu 2,9 ± 0,5 Sonnenradien, seine effektive Oberflächentemperatur zu 24.000 ± 500 K und seine Leuchtkraft zum 3.200-fachen der Sonne bestimmt.
Das Untersystem β Scorpii E ist ein spektroskopischer Doppelstern des Typs SB1 (SB1 bedeutet, dass die Linien von nur einer Komponente im Spektrum erkennbar sind). Seine Duplizität wurde – obwohl schon länger vermutet – erst im Jahr 2010 eindeutig nachgewiesen. Die erstmalige Bestimmung der Umlaufperiode ergab dabei 10,89 Tage; neuere Untersuchungen aus dem Jahr 2014 korrigierten diesen Wert auf 11,08 Tage. β Scorpii Ea gehört der Spektralklasse B8pMn an und besitzt 3,5 ± 0,2 Sonnenmassen, 2,4 ± 0,1 Sonnenradien, eine effektive Oberflächentemperatur von 13.000 ± 800 K und die 125-fache Sonnenleuchtkraft. Spektroskopische Messungen zeigen zudem, dass β Scorpii Ea wahrscheinlich ein Quecksilber-Mangan-Stern ist (siehe auch: Pekuliärer Stern). Über die Eigenschaften der Komponente Eb ist nichts bekannt, da deren Spektrum nicht beobachtbar ist.

### β Scorpii D
Bei der Benennung fällt auf, dass das Sternsystem keine Komponente D besitzt. Dies hängt mit der Entdeckungsreihenfolge der Einzelsterne und deren nachträgliche Neunummerierung gemäß einer IAU-Richtlinie zusammen. Tatsächlich verzeichnet aber der Washington Double Star Catalog eine Komponente D – damit ist der 7,5m helle Stern HD 144273 gemeint. Abstand und Positionswinkel zu β1 Scorpii betragen 519,2″ und 30°. HD 144273 gehört nicht zum Akrab-System, sondern bildet mit diesem nur einen optischen Doppelstern. Wie Akrab ist aber auch HD 144273 Teil der Scorpius-Centaurus-Assoziation und weist somit eine ähnliche Eigenbewegung auf.

## Bahnelemente und Ephemeriden
Die Bahnelemente der Einzelsysteme lauten wie folgt:
| Bahnelement            | β1 Scorpii          | β1 Scorpii                      | β2 Scorpii                   | β2 Scorpii                              |
| Bahnelement            | Hauptsystem (A – B) | Untersystem (Aa – Ab)           | Hauptsystem (C – E)          | Untersystem (Ea – Eb)                   |
| ---------------------- | ------------------- | ------------------------------- | ---------------------------- | --------------------------------------- |
| Umlaufperiode          | 610 a               | 6,828245 ± 0,000009 d           | 39,0 ± 2,9 a                 | 11,07666 ± 0,00030 d                    |
| Große Halbachse        | 3,9″ (ca. 560 AE)   | 0,00142 ± 0,00002″ (ca. 0,2 AE) | 0,1328 ± 0,0060″ (ca. 19 AE) | unbestimmt                              |
| Bahnneigung            | 87,12°              | 111,8 ± 0,7°                    | 41,1 ± 9,0°                  | unbestimmt                              |
| Argument des Knotens   | 89,5°               | 294,2 ± 0,8°                    | 184,0 ± 14,0°                | unbestimmt                              |
| Epoche des Periastrons | Jahr 2480           | JD 2.449.788,509 ± 0,019        | Jahr 2034,2 ± 9,9            | Heliozentrisches JD 2.455.449,17 ± 0,02 |
| Exzentrizität          | 0,9093              | 0,291 ± 0,006                   | 0,029 ± 0,057                | 0,078 ± 0,010                           |
| Argument der Periapsis | 283°                | 54,8 ± 1,3°                     | 350,0 ± 111,0°               | 91,7 ± 4,8°                             |

(Die Umrechnung der großen Halbachsen von Bogensekunden in AE erfolgte unter Zugrundelegung einer Parallaxe von 0,0070″.)
Aus diesen Bahnelementen lassen sich folgende Ephemeriden berechnen (jeweils Jahresmitte):
| Jahr | System A – B | System A – B    | System C – E | System C – E    |
| Jahr | Abstand      | Positionswinkel | Abstand      | Positionswinkel |
| ---- | ------------ | --------------- | ------------ | --------------- |
| 2018 | 0,32″        | 198,3°          | 0,13″        | 21,9°           |
| 2020 | 0,33″        | 201,8°          | 0,12″        | 37,2°           |
| 2025 | 0,36″        | 209,6°          | 0,10″        | 89,2°           |
| 2030 | 0,40″        | 216,2°          | 0,11″        | 146,0°          |
| 2050 | 0,56″        | 233,3°          | 0,12″        | 333,6°          |
| 2100 | 1,04″        | 249,5°          | 0,11″        | 55,3°           |

## Bedeckungen durch Mond und Planeten
Akrab kann als ekliptiknaher Stern vom Mond und sehr selten von Planeten bedeckt werden. Bedeckungen durch Planeten geschahen am 9. Dezember 1802 durch Merkur, am 28. Februar 1876 durch Jupiter, am 9. Dezember 1906 durch Venus und zuletzt am 13./14. Mai 1971 durch Jupiter und dessen Mond Io.
Die Bedeckung durch Jupiter und Io am 13./14. Mai 1971 war für die Untersuchung von Akrab von großem Interesse. Während Jupiter die Komponenten β1 und β2 Scorpii bedeckte, bedeckte Io nur β2 Scorpii. Beobachtet wurde die Bedeckung von Sternwarten in Australien, Indien und Südafrika aus. Der zentrale Durchlauf wäre ungefähr über der Mitte des Indischen Ozeans beobachtbar gewesen. Der Ein- und Austritt von β2 Scorpii erfolgte – je nach Standort einige Minuten davon abweichend – um ca. 17.45 Uhr UT sowie um ca. 20.15 Uhr UT (bei der Komponente β1 ereignete sich der Eintritt später und der Austritt früher). Die Bedeckung von β2 Scorpii durch Io war wegen des kleinen Winkeldurchmessers des Mondes nur von einem relativ kleinen Teil der Erde aus (Karibik und Florida) beobachtbar gewesen. Am Observatorium auf St. Thomas (Jungferninseln) wurde der Eintritt am 14. Mai 1971 um 01:59:03,40 Uhr UT (± 0,08 s) und der  Austritt um 02:03:56,77 Uhr UT (± 0,04 s) registriert. Somit dauerte die Bedeckung nur 293,39 ± 0,03 s. Insgesamt wurden bei der Bedeckung vom 13./14. Mai 1971 wertvolle fotometrische und astrometrische Daten gewonnen, die Rückschlüsse auf die physikalischen Eigenschaften der Sterne erlaubten. Zudem entdeckte man die Doppelsternnatur von β Scorpii C und bestimmte den Winkelabstand zur neuentdeckten Komponente E zu 0,097 ± 0,002″. Umgekehrt konnten auch Jupiter und Io studiert werden. Durch die Bedeckung gewann man neue Erkenntnisse über Jupiters Atmosphäre und Ios Durchmesser wurde zu 3.658 ± 6 km ermittelt.
Von 1975 bis 1976 ereignete sich eine Serie von Bedeckungen durch den Mond, bei der Akrab insgesamt 19 Mal bedeckt wurde.